# Конь Юлий и большие скачки
«Конь Юлий и большие скачки» — российский полнометражный анимационный фильм студии «Мельница» и кинокомпании СТВ, который стал десятым фильмом во франшизе «Три богатыря», является спин-оффом и сольным фильмом коня Юлия.
Мультфильм, в котором самый болтливый конь на свете решил жениться, вышел через два года после появления девятого фильма цикла — «Три богатыря и наследница престола». Режиссёрами данного проекта являются Дарина Шмидт и Константин Феоктистов.
Премьера мультфильма состоялась 31 декабря 2020 года.
Телевизионная премьера мультфильма состоялась на телеканале «Дом кино» 23 февраля 2021 года. 1 марта того же года мультфильм был показан на телеканале «РЕН ТВ».
С 6 марта 2022 года было объявлено, что мультфильм «Конь Юлий и большие скачки» выпустят в повторный прокат в России.

## Сюжет
Богатыри объезжают границу вместе с Юлием, который беззаботно скачет по полю. Далее богатыри видят, что султану Рашиду нужна помощь. Впоследствии они встречаются с Магой, который, на их удивление, легко их побеждает. К их удивлению прибавляется то, что с султаном Рашидом ничего не случилось. Затем Юлий знакомится со своей возлюбленной Звездой. Он узнаёт от Рашида, что чтобы ему жениться нужен князь. Однако князь занят. К нему приехали кредиторы. Именно поэтому князь отправляет к ним Антипа. Тот начинает пить с ними чай. Тем временем Юлий пытается уговорить князя посватать его со Звездой. Тот отказывается. Впоследствии Юлий и Моисей общаются и решают взять князя. У них это получается. Антип приходит к князю и видит, что его нет. Он отправляет богатырям почтового голубя. Узнав про это герои направляются на поиски князя, Юлия и Моисея. Найдя их, начинается погоня. Моисею приходится использовать огонь, чтобы поджечь мост. 
Далее нам показывают как Антип общается с кредиторами. Юлий, князь и Моисей отдыхают в пещере. Это заставило героя рассердиться. Юлий рассказывает князю о своей любви кобыле Звезде и персонажи отправляются к султану. Богатыри же чуть позже находят след от Юлия. А он сам с князем и Моисеем прибывает в город, где живёт Рашид. Князь отправляется во дворец к султану и узнаёт от него и от Шаха  о больших скачках. А также призе за победу на них. А именно о голубом сапфире. Он рассказывает Юлию о больших скачках. 
Спустя некоторое время Юлий решает встретиться со Звездой. Но это приводит к тому, что его ловят стражники Рашида. На следующий день его хотят казнить, но на помощь коню приходят богатыри и спасают его. А князь рассказывает Рашиду, что будет участвовать в скачках. Тем временем Антип и кредиторы ставят столы кругом и поют песню. А князь и Юлий готовятся к скачкам. И вот они начинаются. Богатыри наблюдают за происходящим. Но Алёша уходит увидев Архана и Магу. Также во время гонок Архан и Мага находят Звезду востока . И по началу их хочет остановить Алёша, но у него это не получается. Князь и Юлий с большим трудом в скачках против гонщиков из Аравии, Китая, Индии , Египта выигрывают сапфир, Шах назло Рашиду вручил его Князю, но султан Рашид обозлился и хочет отобрать его. 
Тем временем богатыри находят Алёшу и отправляются искать Архана и Магу. Князю и Юлию приходится убегать от стражников Рашида, но они спасаются. Затем они приходят к дому Архана. Там князя забирает Мага. Как раз появляются богатыри. У них начинается бой с Магой. А тем временем Архан и князь общаются. Как оказывается Рашид забрал кобылу у Архана. И разлучил её с Красавцем Всадником. И теперь они снова вместе. Богатыри побеждают Магу. Затем они заходят в дом вместе с Юлием и Моисеем и узнают про то, что с князем всё в порядке. А Архан показывает Юлию Звезду. Когда конь увидел, что у неё уже есть возлюбленный жеребец Красавец Сиддик, то разозлился. Это привело к тому, что Юлий его ударил , а Звезда Востока в отместку сильно ударила его. Когда друзья приехали домой, князь узнал про кредиторов от Антипа. Затем очнулся Юлий. Он забыл о том, что хотел жениться и сел с друзьями за стол пить чай.

## Роли озвучивали
| Актёр                      | Роль                                            |
| -------------------------- | ----------------------------------------------- |
| Дмитрий Высоцкий           | конь Юлий                                       |
| Сергей Маковецкий          | Князь Киевский                                  |
| Сергей Бурунов             | султан Рашид                                    |
| Олег Куликович             | Алёша Попович                                   |
| Валерий Соловьёв           | Добрыня Никитич                                 |
| Дмитрий Быковский-Ромашов  | Илья Муромец                                    |
| Анатолий Петров            | боярин Антипка                                  |
| Лия Медведева              | Любава, жена Алёши                              |
| Юлия Зоркина               | Настасья Филипповна, жена Добрыни               |
| Мария Цветкова-Овсянникова | Алёнушка, жена Ильи                             |
| Максим Сергеев             | султан Архан                                    |
| Валентин Морозов           | Шах                                             |
| Константин Бронзит         | осёл Моисей                                     |
| Яков Петров                | Викинг / Палач / стражники султана Рашида       |
| Александр Демич            | Слуга султана Рашида, рассказавший ему про Киев |
| Андрей Кузнецов            | Кредиторы                                       |
| Александр Боярский         | Комментатор                                     |
| Михаил Черняк              | рассказчик                                      |

## Производство и выпуск
В ноябре 2018 года было объявлено, что в цикле «Три богатыря» появится новый фильм под названием «Конь Юлий и большие скачки». Создатели цикла намеревались представить художественный фильм об одном из самых любимых публикой персонажей коне Юлии. Знаменитая фраза Юлия «Не смеши мои подковы…» прошла в рамках конкурса на радиостанции Юмор FM. Сценарий, написанный братьями Свешниковыми, а также Александром Ионовичем Боярским, развил характеристику Юлия и вообще комедию из сериала в фильм типа спин-оффа. Фильм является десятым мультфильмом в цикле «Три богатыря». Дарина Шмидт, которая ранее работала в таких проектах, как «Приключения Лунтика и его друзей» и «Смешарики», стала режиссёром фильма. Константин Феоктистов, ранее работавший над фильмом «Три богатыря и принцесса Египта» также был режиссёром, причём фильм стал его пятой работой во франшизе.
В марте 2018 года Сергей Сельянов представил фильм Фонду кино. Фильм был объявлен национальным фильмом, одобренным к распространению в 4 квартале 2020 года.
4 сентября 2020 года вышел тизер мультфильма. 8 декабря того же года вышел финальный трейлер.

## Музыка
Композиторы — Георгий Жеряков, Александр Боярский
- «Серая лошадка (Маменька)»

1. Музыка — Александр Морозов
2. Слова — Анатолий Поперечный
3. Исполняет — Марина Капуро

- Танец феи Драже из балета «Щелкунчик», Пётр Ильич Чайковский
- «Венгерская рапсодия № 2», Ференц Лист
- «Марш победителей» из оперы «Аида», Джузеппе Верди
- «Грезы Юлия»

1. Музыка и слова — Александр Боярский
2. Исполняют — Иван Пономарёв, Иван Чаплинский

- «Песня Антипки»

1. Музыка и слова — Александр Боярский
2. Исполняет — Анатолий Петров

- «Песня героев»

1. Музыка и слова — Александр Боярский
2. Исполняет — Дмитрий Высоцкий.

## Рецензии и отзывы
Фильм получил довольно положительные рецензии и отзывы. Зрители отмечали хороший баланс между шутками и серьёзным подходом к истории. Некоторые видеоблогеры заявили о его превосходстве над большинством предыдущих мультфильмов серии «Три богатыря». На «Кинопоиске» фильм получил 7,1/10, что на тот момент являлось лучшей оценкой среди проектов студии за последние годы.